# Beni Mesala
Beni Mesala (en árabe: بني مزالة‎, en francés: Bni Mzala) es una localidad marroquí perteneciente al municipio de Beliones, la región de Tánger-Tetuán-Alhucemas. Desde 1912 hasta 1956 perteneció a la zona norte del Protectorado español de Marruecos.